# مدرسه پزشکی یوسی‌ال
مدرسه پزشکی پزشکی یوسی‌ال (به انگلیسی: UCL Medical School) دانشکده پزشکی کالج دانشگاهی لندن است. این دانشکده طیف گسترده‌ای از برنامه‌های آموزش پزشکی در مقطع کارشناسی و کارشناسی ارشد را ارائه می‌دهد و همچنین دارای یک واحد تحقیقاتی آموزش پزشکی و یک واحد مشاوره آموزشی است. مدرسه پزشکی یوسی‌ال دارای اعتبار جهانی است و در سال ۲۰۲۲ طبق رتبه‌بندی دانشگاهی کیواس در رتبه هفتم جهان قرار داشته‌است.
آموزش پزشکی در این دانشکده، تحت نامها و ساختهای مختلف از سال ۱۸۳۴م، شروع شده‌است. نام و ساخت فعلی، نتیجه ادغام دانشکده پزشکی و بیمارستان آموزشی میدلسکس در سال ۲۰۰۸م، است. پیش از آن نیز در سال ۱۹۸۷م، بیمارستان رایگان سلطنتی در مدرسه آموزش پزشکی میدلسکس ادغام شده و در سال ۱۹۹۸م، دانشکده سلطنتی پزشکی رایگان تأسیس شده بود.

 آموزش بالینی این دانشکده در درجه اول در بیمارستان سلطنتی رایگان و چند بیمارستان دیگر از جمله بیمارستان گریت اورمند استریت و بیمارستان ملی مغز و اعصاب در لندن صورت می‌گیرد.